# Heinrich Brody

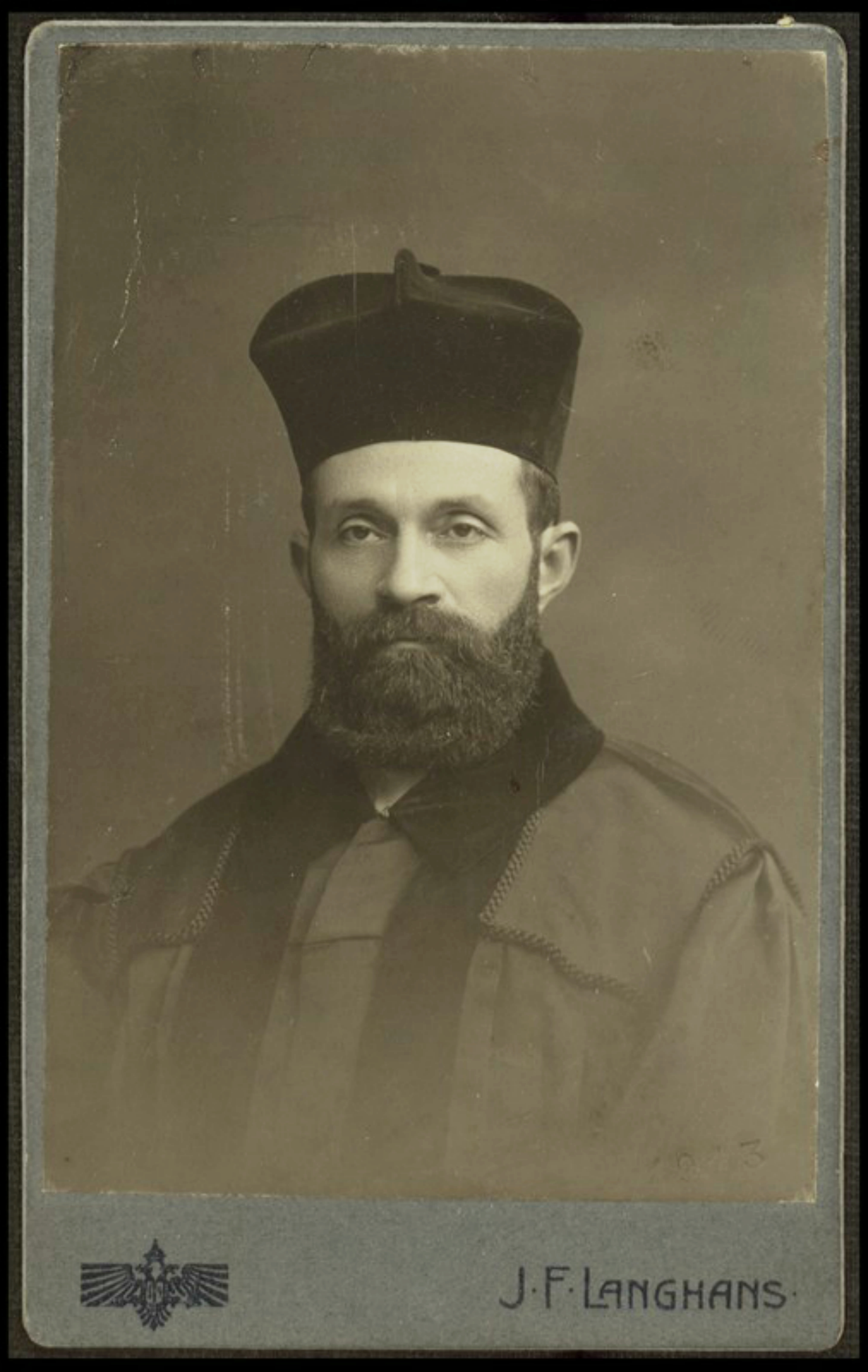
Heinrich Brody (Prag, 1913)

Heinrich Brody, auch Chaim Brody bzw. Hayim Brody, Pseudonym: H. Salomonsohn (geboren am 21. Mai 1868 in Ungvár, Komitat Ung, Österreich-Ungarn; gestorben am 7. Mai 1942 in Jerusalem, Völkerbundsmandat für Palästina), war ein Rabbiner, Literaturwissenschaftler und Herausgeber.

## Leben
Heinrich Brody war ein Nachkomme des böhmischen Rabbiners Abraham Broda (1640–1717), sein Großvater mütterlicherseits war der Talmudist Salomon Ganzfried. Sein Vater war der rabbinische Richter Solomon Zalman Brody (1835–1917). Er heiratete 1899 Esther Ehrenfeld, die Tochter des Prager Oberrabbiners Nathan Ehrenfeld.
Brody studierte nach dem Schulbesuch in seiner Heimatstadt zunächst in Preßburg an der Jeschiwa, um sich Studien der Tora und des Talmuds zu widmen, später am Rabbinerseminar zu Berlin und an der Universität Berlin, wo er 1894 promoviert wurde.
Während seiner Rabbinerzeit für die Jüdische Gemeinde Náchod ab 1898 im böhmischen Náchod öffnete er sich dem Zionismus und leitete die religiöse zionistische Misrachi-Organisation. 1905 ging Brody nach Prag und leitete die Talmud-Schule, 1912 wurde er dort Oberrabbiner und übte das Amt bis zur Niederlegung 1930 aus. Um die Leitung des von Salman Schocken begründeten Instituts für die Erforschung der hebräischen Dichtung zu übernehmen, ging er 1930 nach Berlin. Aufgrund der Machtübergabe an die Nationalsozialisten 1933 wurde das Institut nach Jerusalem verlegt, wohin auch Brody 1934 emigrierte.
Brodys wissenschaftliches Arbeitsgebiet waren die mittelalterliche hebräische Poesie und die sephardischen liturgischen Poeme (Pijjutim), die während der jüdischen Gottesdienste vorgetragen wurden. Im Ergebnis seiner Studien veröffentlichte Brody Ausgaben bedeutender mittelalterlicher hebräischer Dichter (z. B. Solomon Ibn Gabirol, Shmuel ha-Nagid oder Moshe Ibn Ezra). In der von Stefan Zweig betreuten fremdsprachigen Buchreihe des Insel Verlags Bibliotheca Mundi edierte er 1922 eine hebräischsprachige Anthologie mit mittelalterlichen geistlichen Versen der 1492 aus Spanien vertriebenen Juden. Zusammen mit Aron Freimann gab er die von ihm 1896 gegründete Zeitschrift für Hebräische Bibliographie heraus. Für einige Zeit war er auch Sekretär der 1861 im ostpreußischen Lyck gegründeten literarischen Gesellschaft Mekize Nirdamim, die sich der Veröffentlichung älterer hebräischer Bücher und Manuskripte widmet.

## Schriften (Auswahl)
(in Transkription)
- Diwan des Abu-el-Hasan Jehuda ha Levi. H. Itzkowski, Berlin 1930
- Hrsg. mit Meir Wiener: Anthologia Hebraica. Poemata selecta a libris divinis confectis usque ad iudaeorum ex Hispania expulsionem (A. MCCCCXCII). Insel Verlag, Leipzig 1922 (Reihe „Bibliotheca Mundi“)